# Laetitia Hubert
Laetitia Hubert (* 23. Juni 1974 in Paris) ist eine ehemalige französische Eiskunstläuferin, die im Einzellauf startete. Sie ist die Junioren-Weltmeisterin des Jahres 1992.

## Karriere
Hubert kann auf eine ungewöhnlich lange und wechselhafte Eiskunstlaufkarriere zurückblicken. Von 1990 bis 2002 war sie im Seniorenbereich aktiv und nahm während dieser Zeit an fast allen Welt- und Europameisterschaften im Eiskunstlauf teil. Sie gehört zu den wenigen Athletinnen dieses Sports, die es auf volle vier Teilnahmen bei Olympischen Winterspielen brachten.
Sie war berühmt für die Unvorhersehbarkeit und die Schwankungsbreite ihrer Leistung. So gewann sie z. B. 1997 die Trophée Lalique, wobei sie Tara Lipinski auf den zweiten Platz verwies. Somit war sie neben Michelle Kwan die einzige Läuferin, der es in der Saison 1997/98 gelang, die damalige amtierende Weltmeisterin zu schlagen, die im weiteren Verlauf der Saison den Olympiasieg erringen sollte. Nur eine Woche vor Lalique hatte Hubert beim Sparkassen Cup den letzten Platz belegt.

## Ergebnisse (Auswahl)
| Wettbewerb / Jahr           | 1989/90 | 1990/91 | 1991/92 | 1992/93 | 1993/94 | 1994/95 | 1995/96 | 1996/97 | 1997/98 | 1998/99 | 1999/2000 | 2000/01 | 2001/02 |
| --------------------------- | ------- | ------- | ------- | ------- | ------- | ------- | ------- | ------- | ------- | ------- | --------- | ------- | ------- |
| Olympische Winterspiele     |         |         | 12.     |         | 17.     |         |         |         | 20.     |         |           |         | 15.     |
| Weltmeisterschaften         | 21.     | 26.     | 4.      |         | 35.     | 6.      |         | 6.      | 4.      |         |           | 17.     | 12.     |
| Europameisterschaften       | 14.     | 10.     | 6.      | Z       | 11.     | 12.     |         | 12.     |         | Z       |           |         | 8.      |
| Juniorenweltmeisterschaften |         |         | 1.      |         |         |         |         |         |         |         |           |         |         |
| Sparkassen Cup              |         |         | 3.      |         |         |         |         |         |         |         |           |         |         |
| Trophée Lalique             |         |         |         |         |         |         |         |         | 1.      |         |           | 8.      | 5.      |
| Skate Canada                |         |         |         |         |         |         |         |         |         |         |           | 10.     | 8.      |
| Französische Meisterschaft  | 2.      | 2.      | 2.      | 3.      | 3.      | 3.      |         |         | 1.      | 1       |           | 2.      | 2.      |

- Z = Zurückgezogen